# Жеченица (гмина)
Жеченица (пол. Rzeczenica) — сельская гмина (волость) в Польше, входит как административная единица в Члухувский повет, Поморское воеводство. Население — 3735 человек (на 2004 год).

## Демография
| Перепись                       | Всего   | Всего | Женщины | Женщины | Мужчины | Мужчины |
| ------------------------------ | ------- | ----- | ------- | ------- | ------- | ------- |
| Единицы                        | человек | %     | человек | %       | человек | %       |
| Население                      | 3735    | 100   | 1925    | 51,5    | 1810    | 48,5    |
| Плотность населения (чел./км²) | 13,6    | 13,6  | 7       | 7       | 6,6     | 6,6     |

## Соседние гмины
1. Гмина Бялы-Бур
2. Гмина Чарне
3. Гмина Члухув
4. Гмина Кочала
5. Гмина Пшехлево
6. Гмина Щецинек